# نانسي درولت
نانسي درولت هي لاعبة كرة لينة كندية، ولدت في 2 أغسطس 1973 في درومونفيل في كندا.

## وصلات خارجية
- نانسي درولت على موقع EliteProspects.com (الإنجليزية)
- نانسي درولت على موقع Eurohockey.com (الإنجليزية)
- نانسي درولت على موقع اللجنة الأولمبية الدولية (الإنجليزية)
- نانسي درولت على موقع أوليمبيديا (الإنجليزية)